# Raft Miklós
Raft Miklós (Záhony, 1933. augusztus 3. – ?, 2013. február 1.) magyar tanár, közigazgatási, majd államigazgatási tisztviselő, az 1980-as évek végén a Minisztertanács titkárságának vezetője.

## Élete
Munkáscsaládban született. Középiskolai tanulmányai után tanárképző főiskolán tanult tovább; később járt az ELTE Állam- és Jogtudományi Karára is, ahol 1964-ben szerzett diplomát, valamint 1969-re elvégezte az SZKP három éves pártfőiskoláját is.
Tanári oklevelének megszerzése után Apcon kezdett tanítani, de hamarosan a Hatvani Járási Tanácshoz került, ahol 1955–1960 között előbb csoportvezető, később osztályvezető, 1958-tól pedig megbízott elnök volt. Ebben az időszakban lépett be a Magyar Szocialista Munkáspártba is, amelynek 1956 végén lett tagja. 1960-tól 1966-ig a Gyöngyösi Városi Tanács elnökeként tevékenykedett.
1969-től 1976-ig a Tanácsigazgatási Szervezési Intézet igazgatójaként dolgozott, 1976-ban pedig a Minisztertanács Tanácsi Hivatala elnökhelyettesévé nevezték ki; e tisztségét 1983-ig viselte. 1983. március 15-i hatállyal a Minisztertanács Titkárságának vezetőjévé választották meg, 1988. áprilisában pedig kinevezték a Minisztertanács Hivatala államtitkári rangú elnökévé. Élete végén címzetes főiskolai tanári címet viselt.

### Kutatható iratanyaga
Titkárságvezetői működési időszakából (pontosabban az 1976–1990 közti évkörből) 2,98 iratfolyóméternyi, maradandó értékűnek minősített iratanyaga (24 doboz és 2 kötet) került az Országos Levéltár, mai nevén Magyar Nemzeti Levéltár Országos Levéltára őrizetébe, ahol az a XIX-A-2-ai törzsszámon kutatható.

## Elismerései
- A Magyar Köztársaság Zászlórendje (1989)